# Nornes

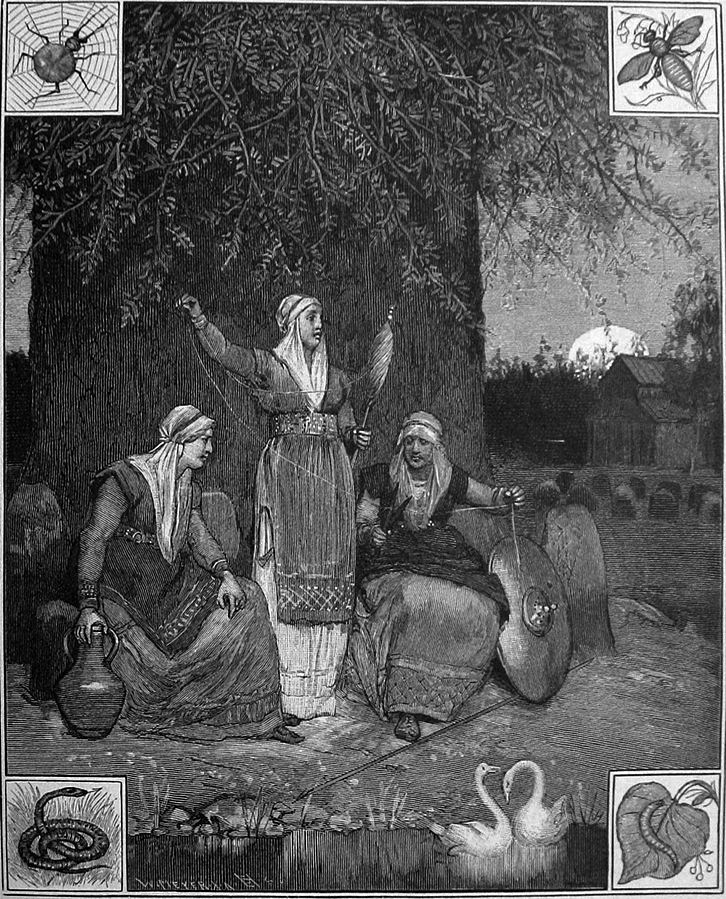
Les Nornes tissant les fils du destin au pied d'Yggdrasil.

Les Nornes (terme du vieux norrois, pluriel nornir) de la mythologie nordique sont comparables aux Dises qui règlent le destin de l'ensemble des habitants des neuf mondes de la cosmogonie nordique.
Bien que les Nornes soient assez nombreuses, d'après l'interprétation de Snorri Sturluson de la Völuspá, les trois plus importantes sont appelées Urd, Verdandi et Skuld et résident près du puits d'Urd, le puits du Destin. Elles en tirent l'eau et en arrosent l'arbre Yggdrasil afin que ses branches ne pourrissent jamais. Les Nornes sont décrites comme trois puissantes jötunns dont l'arrivée a mis fin à l'âge d'or des dieux.
En plus de ces trois Nornes, il existe de nombreuses autres Nornes, qui arrivent lorsqu'une personne naît afin de fixer son avenir. Ces Nornes peuvent être bienveillantes ou malveillantes ; elles étaient considérées responsables respectivement des événements heureux ou malheureux de la vie.

## Étymologie
L'origine du nom « nornes » est incertaine ; il peut dériver d'un mot signifiant « tresser », et se référer ainsi au fait qu'elles tissent les fils du destin. Bek-Pedersen suggère que le mot norn a un lien avec le mot dialectal suédois norna (nyrna), un verbe qui signifie « communiquer secrètement ». Cette interprétation se rapporte à la perception des Nornes comme des figures obscures, qui ne révèlent réellement leurs secrets fatidiques aux gens qu'au fur et à mesure que leur destin se réalise.
Les noms de Verdandi (Verðandi en vieux norrois) et d'Urd (Urðr en vieux norrois) sont issus du verbe vieux norrois verða, dont le sens est « devenir ». Alors que « Urðr » est dérivé de la forme passée (« ce qui est advenu »), « Verðandi » vient de la forme présent (« ce qui est en train de se dérouler »). Le nom de Skuld est, lui, issu du verbe vieux norrois skole/skulle, dont le sens est « devrait arriver »,. « Skuld » prend donc la signification de « ce qui devrait arriver », au sens d'obligation et non de probabilité.
Toutefois, certains auteurs considèrent qu'il n'existe pas de fondation dans la mythologie nordique pour la théorie de l'association exclusive de chaque Norne avec le passé, le présent ou le futur, mais que les trois, considérées dans leur ensemble, représentent la destinée, intriquée dans le cours du temps.
D'autres considèrent qu'elles travaillent toutes les trois le futur, mais qu'elles ont chacune une spécialisation. Urðr s'occupe de l'influence du passé sur le futur, Verðandi s'occupe de l'influence du présent sur le futur, Skuld s'occupe de l'influence des évênements futurs sur d'autres évênements, également à venir.

## Fonctions et attributs

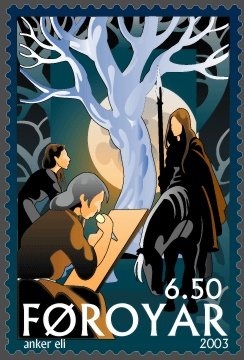
Les Nornes sur un timbre des îles Féroé.

Les Nornes vivent sous la protection du grand Yggdrasil, l'arbre monde au centre du cosmos, où elles gravent le destin de chaque enfant. Ainsi qu'il est dit dans la Völuspá (citée plus bas), elles le gravent sur du bois (sur des bâtonnets d'après certaines traductions). Il est généralement supposé qu'elles utilisent pour cela l'alphabet des Runes.
Ainsi, tout est prédéfini au sens des Nornes : même les dieux possèdent leur propre destin, bien que les Nornes ne les laissent pas l'apercevoir. L'opinion tranchée des dieux sur le fait même qu'un pouvoir existe en dehors de leur contrôle et les implications qui en découlent — ils sont mortels eux aussi — sont les thèmes majeurs de la littérature sur la mythologie nordique.
| Codex Regius | Traduction française |
| --- | --- |
| 20. Þaðan koma meyiar, margs vitandi, þriár, ór þeim sal (sæ) er und þolli stendr; Urð héto eina, aðra Verðandi, — scáro á scíði — Sculd ena þriðio; þær lög lögðo, þær líf kuro alda börnom, ørlög seggia. | D'ici vinrent les filles Savantes en toutes choses, Trois, venant de la mer, qui s'étend sous l'arbre ; L'une est appelée Urd, Verdandi l'autre — elles gravaient sur le bois — La troisième est Skuld : Elles ont fait les lois Elles ont fixé les vies aux fils des temps elles énoncent le destin. |

## Darradtharljodth
Dans le Darradtharljodth, à la fin de la saga de Njáll le Brûlé, on peut lire une description sommaire des Nornes et de leur travail :

« Dörrud vint à la maison, et regarda par une fente qui était là. Il vit que c'étaient des femmes qui étaient dedans, auprès d'un métier à tisser. Ce métier avait des têtes d'hommes en guise de poids, et des boyaux humains, pour trame et pour fil. Les montants du métier étaient des épées, et les navettes, des flèches.
Et les femmes chantaient :

« Voyez, notre trame est tendue pour les guerriers qui vont tomber. Nos fils sont comme une nuée d'où il pleut du sang. Nos trames grisâtres sont tendues comme des javelots qu'on lance; nous, les amies d'Odin le tueur d'hommes, nous y ferons passer un fil rouge.

Notre trame est faite de boyaux humains, et nos poids sont des têtes d'hommes. Des lances arrosées de sang forment notre métier, nos navettes sont des flèches, et nous tissons avec des épées la toile des combats.

Voici Hild qui vient pour tisser, et Hjörthrimul, Sangrid et Svipul ; comme leur métier va résonner quand les épées seront tirées ! Les boucliers craqueront, et l'arme qui brise les casques entrera en danse.

Tissons, tissons la toile des combats. Tissons-la pour le jeune roi. Nous irons de l'avant, et nous entrerons dans la mêlée quand viendront nos amis, pour frapper de grands coups.

Tissons, tissons la toile des combats. Combattons aux côtés du roi. Les guerriers verront des boucliers sanglants, quand Gunn et Göndul viendront pour le protéger.

Tissons, tissons la toile des combats, là où flotte la bannière des braves. N'épargnons la vie de personne ; les Valkyries ont le droit de choisir leurs morts. » »

## Équivalents dans les autres mythologies
Les Nornes peuvent être comparées aux Völvas, tisseuses de paix dans la mythologie germanique.
R. Simek et R. Boyer les rapprochent par certains aspects des Moires de la mythologie grecque et des Parques de la mythologie romaine. Elles sont en effet souvent décrites sous les traits de « fileuses de destins » (et non de « tisseuses »).
On retrouve également, à la fin de La République de Platon, le mythe d'Er le Pamphylien où la déesse Nécessité a trois filles (Lachésis, Clotho et Atropos) qui tissent des « modèles de vie » à partir d'un fuseau qu'elle-même tient entre ses mains.